# Cyclopia intermedia
Cyclopia intermedia är en ärtväxtart som beskrevs av Ernst Meyer. Cyclopia intermedia ingår i släktet Cyclopia, och familjen ärtväxter. Inga underarter finns listade i Catalogue of Life.

## Bildgalleri